# 猪耳丽蚌
猪耳丽蚌（学名：Lamprotula rochechouarti）为蚌科丽蚌属的动物，俗名猪耳朵、牛脚板、牛脚蚌、猪耳壳，是中国的特有物种。分布于安徽、浙江、江苏、江西、湖北、湖南等地，主要生活于水深、冬季不干枯的湖泊河流、多栖于流水环境以及硬底或软泥底的水域中。